# Cardanus sulcithorax
Cardanus sulcithorax là một loài bọ cánh cứng trong họ Lucanidae. Loài này được Perty mô tả khoa học năm 1831.